# David Jack
David Bone Nightingale Jack (ur. 3 kwietnia 1899 w Boltonie, zm. 10 września 1958) – angielski piłkarz i trener piłkarski.
Karierę rozpoczynał w trenowanym przez ojca Plymouth Argyle. W 1920 roku za 3,5 tys. funtów przeszedł do klubu ze swojego rodzinnego miasta, Boltonu. Spędził w nim osiem lat. W 1923 roku został pierwszym zawodnikiem, który strzelił gola na Wembley. Bolton wygrał wtedy z West Ham United 2:0 i zdobył Puchar Anglii. W 295 meczach ligowych w Boltonie strzelił 144 gole.
W 1928 roku Bolton wpadł w poważne kłopoty finansowe i starał się sprzedać swojego najlepszego strzelca za jak najwyższą cenę. Ówczesny szkoleniowiec Arsenalu Herbert Chapman, zaprosił działaczy Boltonu do baru, gdzie udało mu się zbić cenę, jednak i tak była ona dwa razy wyższa od poprzedniego rekordu transferowego; Arsenal pozyskał Jacka za 10 890 funtów.
Już w swoim pierwszym sezonie spędzonym na Highbury był najlepszym strzelcem zespołu. W 1930 roku Arsenal zwyciężył w finale Pucharu Anglii z Huddersfield Town, a Jack stał się pierwszym zawodnikiem, który wywalczył to trofeum z dwoma klubami. W sezonach 1930/1931, 1932/1933, 1933/1934 zdobywał mistrzostwo Anglii. Karierę zakończył w maju 1934 roku. W 208 meczach w Arsenalu zdobył 124 gole, co jest dziewiątym wynikiem w historii klubu.
W reprezentacji Anglii zadebiutował 3 marca 1924 roku w przegranym 1:2 meczu z Walią. Ogółem w kadrze rozegrał dziewięć spotkań, w których strzelił trzy gole.
Po zakończeniu kariery był szkoleniowcem Southend United (1934–1940), Middlesbrough (1944–1952) oraz Shelbourne (1953–1955). Zmarł w 1958 roku w wieku 59 lat.

## Sukcesy
Bolton Wanderers
- Puchar Anglii – 1923

Arsenal
- Mistrzostwo Anglii – 1930/1931, 1932/1933, 1933/1934
- Puchar Anglii – 1930